# Порно для жінок
Порно для жінок, жіноче порно або жіноча порнографія — це порнографія, спрямована спеціально на жіночий ринок. Часто створена жінками. Вона відкидає припущення, що порнографія призначена лише для чоловіків, і ставить собі на меті: зробити порно, яке жінкам буде до вподоби дивитися, замість того, що пропонується у звичайній порнографії, яка орієнтована на чоловіків.

## Характеристики
У 1980-х роках письменниця Сьюзі Брайт критикувала «приборкані види „еротики“» і натомість запропонувала назвати тип порнографії, який виробляє On Our Backs, «жіночою порнографією», однак визнаючи, що це «для багатьох людей є суперечливістю, тому вони переконані, що порнографія представляє темнішу, безглузду сторону пожадливості». У 2015 році вчений і режисер Інгрід Райберґ сказала, що феміністична порнографія визначається «менше конкретними змістами чи стилем, а також способами, якими він заснований на політичній критиці та виклику домінуючим уявленням про стать і сексуальність і спрямований на розширення прав і можливостей жінок у сексуальному плані».
Головною метою жіночої порнографії є створення порнографії спеціальної для жінок. Як наслідок, акцент робиться на жінках як суб'єктах насолоди, які досягають справжнього оргазму. Аудіо-жіноча-порнографія акцентує на відчуттях; використовує жіночий голос для демонстрації задоволення покращуючи продуктивність оргазму. Знімки камери, наприклад, великим планом обличчя, також підкреслюють задоволення та емоції. Інші кадри камери, які іноді використовуються, включають ракурси, які показують обличчя чоловіків-виконавців, а не тільки їхні пеніси, щоб спробувати більше еротизувати чоловіче тіло. Показ більшої кількості чоловічих тіл чинить опір до об'єктивації жіночого тіла в типовому порно.
Жіноча порнографія приділяє особливу увагу турботі про виконавиць, забезпечуючи їх комфорт і згоду що до їхнього виступу та контактом з партнером. Режисерка Еріка Люст каже, що мейнстримове порно є «фальшивим» і «поганим», вона ставить собі на меті показ «справжнього сексу». Однією з цілей створення порнографії для жінок є усунення зображення чоловіків, які знущаються та зневажають жінок під час сексу. Натомість в порно для жінок намагаються передати справжні стосункові зв'язки та взаємне задоволення.

## Особливість
Більшість порнографічних фільмів знімаються чоловіками таким чином, щоб їхні цільові чоловічі аудиторії могли зобразити себе в ролі. Це явище відоме як «чоловічий погляд». У результаті жінки представлені як об'єкти бажання, а не як суб'єкти насолоди.
Основне порно не виявляє турботи про комфорт або повагу виконавиці. Попри те, що більшість аудиторії порнографії складають чоловіки, все більше жінок відкрито розповідають про свої інтереси та про те, як вони віддадуть перевагу порно, яке враховує глядачок-жінок, і не є таким незграбним або грубим, як основна порнографія. Багато жінок присвятили себе створенню цієї «альтернативи» масовому порно. Вони дбають про те, щоб знімати стрічки, у яких не буде хтивих школярок, неслухняних медсестер або стосунків інцестуальних «поганої мачухи та дочки». Вони також руйнують стереотипи щодо жіночої сексуальності та очікувань щодо форм та розмірів тіла.
Ідеологія «основної порнографії» базується на припущені, що сексуальна діяльність у патріархальному суспільстві є чоловічо-центричною і, що чоловіча сексуальність є природно агресивною або деструктивною. Вона припускає, що жінки не можуть мати право вибору бути вільними учасниками індустрії, метою якої є задоволення чоловічого погляду, та сприяння чоловічій агресії. Радикальна феміністка та письменниця Андреа Дворкін у своїй книзі «Порнографія: чоловіки, які володіють жінками» (англ. Pornography: Men Possessing Women) 1981 року назвала чоловічу силу «сенсом існування» порнографії, а також заявила, що порнографія сама по собі є засобом вираження чоловічої влади.

## Реакції
Зірки порнографії мають різні погляди на ідею «жіночої порнографії». Деякі виконавці кажуть, що в галузі є проблеми. Через це вони вирішують самі знімати порнографію. Медісон Янґ вважає, що більшість популярних фільмів для дорослих позбавлені змісту та надсилають глядачам заплутані та потенційно шкідливі сигнали про секс і образ тіла. У всій своїй роботі вона використовує усну згоду, бодипозитив і інклюзивність.
Інші виконавці не бачать потреби в конкретному типі «порно лише для жінок». Порнозірка Джеймс Дін критикує ідею подібного порно, заявою: «Чому існує порно виключно для жінок? Говорячи, що має бути порно для жінок, ви фактично виокремлюєте жінок як стать і говорите: Ось як жінки повинні думати. Ось як їх сексуальність повинна бути. Це контрпродуктивно (наскільки я розумію) для руху за рівність». Виконавиця Саманта Бентлі вважає, що порнографія вже включає рівність для жінок, заявляючи, що жінки необхідні для порноіндустрії, вони представлені та оплачувані однаково, або навіть більше, ніж чоловіки.